# Matthew Ridgway
Matthew Bunker Ridgway (Fort Monroe, 3 marzo 1895 – Fox Chapel, 26 luglio 1993) è stato un generale statunitense.
Esperto di truppe aviotrasportate, si distinse durante la seconda guerra mondiale e soprattutto durante la guerra di Corea, quando assunse il comando supremo dello Comando delle Nazioni Unite ("United Nations Command") dopo la destituzione del generale Douglas MacArthur, riuscendo a stabilizzare la situazione.

## Biografia
Ufficiale di grande preparazione, competenza ed energia, Ridgway era anche dotato di prudenza e realismo. Ricevette nella sua carriera numerosi e prestigiosi comandi, durante la seconda guerra mondiale dove organizzò e guidò in battaglia le eccellenti truppe aviotrasportate statunitensi nella campagna in Sicilia e soprattutto nello sbarco in Normandia.
Altamente stimato dai superiori e dalle truppe per le sue capacità e per il suo rude ma saggio comportamento fu un grande protagonista della Guerra di Corea. In quest'ultimo conflitto in un primo momento, nel dicembre 1950, prese il comando della 8ª Armata americana al posto del generale Walker, morto in un incidente stradale. L'armata era impegnata in una drammatica ritirata dopo l'intervento cinese e sembrava sul punto di crollare; Ridgway e riuscì a salvare la situazione e costituire un nuovo fronte difensivo a sud del 38º parallelo. Egli quindi sostituì al comando supremo delle forze alleate il generale MacArthur, riorganizzando le forze disponibili e stabilizzando la situazione con una condotta di guerra prudente ma efficace.
Dopo questi successi Ridgway assunse ancora il Comando Supremo delle forze NATO in Europa al posto del generale Eisenhower, e infine divenne Capo di Stato Maggiore dell'Esercito americano dal 1953 al 1955 al posto del generale Joseph Collins. In quest'ultimo incarico ebbe modo ancora una volta di mostrare nel 1954 le sue qualità di avveduto e intelligente capo militare, valutando realisticamente le pericolose implicazioni di un intervento militare americano nella guerra d'Indocina. Egli presentò un dettagliato rapporto al presidente Eisenhower in cui valutava le difficoltà logistiche e l'enorme quantità di soldati che sarebbero stati necessari nell'eventualità di un coinvolgimento diretto accanto ai francesi nella guerra contro il Viet Minh e le forze cinesi che sarebbero verosimilmente intervenute. Il presidente accolse le obiezioni del generale e respinse i bellicosi piani di intervento in Vietnam presentati dall'ammiraglio Arthur Radford, capo dello stato maggiore congiunto.